# Spar Holding
Die SPAR Holding AG ist ein Schweizer Einzelhandelsunternehmen mit Sitz im sankt-gallischen Gossau. Das Unternehmen erwarb 1989 die Spar-Lizenz für die gesamte Schweiz von Spar International; 2016 wurde es vom südafrikanischen Spar-Betreiber Spar Group South Africa erworben. Im Mai 2025 wurde bekannt, dass Spar Schweiz zum Verkauf steht.

## Aktivitäten
Zur Schweizer Spar-Gruppe gehören 305 Spar-Märkte, Eurospar-Supermärkte, Spar Express-Convenience Märkte sowie elf TopCC-Cash & Carry-Abholmärkte für Grossverbraucher (Stand Ende 2015) in der Deutschschweiz. 58 der Nachbarschaftsmärkte sind eigene Filialen, die übrigen 247 werden von selbständigen Detaillisten im Franchising-System geführt.
2015 beschäftigte die Spar-Gruppe 1283 Mitarbeiter (Vollzeitstellen) und erwirtschaftete einen Umsatz von 824 Millionen Schweizer Franken.

## Geschichte
Die Schweizer Spar-Gruppe wurde 1989 gegründet. Die Wurzeln des Familienunternehmens reichen allerdings bis ins Jahr 1761 zurück, als in St. Gallen die Vorgänger der Familienfirma ein Handelsunternehmen gründeten. Diese führten ein Spezereigeschäft und boten Kaffee, Tee, Schokoladen, Gewürze, Importwaren und weitere Artikel des täglichen Bedarfs an. Als Ergänzung zum Kolonialwarenhandel begann das Geschäft 1944 mit dem Verkauf von Früchten und Gemüse, 1967 kam der Verkauf von weiteren Frischprodukten hinzu.
Mit dem Neubau am Standort St. Gallen-Winkeln auf Gemeindegebiet von Gossau wurde 1985 der Grundstein für die Schweizer Spar-Gruppe gelegt. 1989 unterzeichnete Juan M. Leuthold den SPAR-Franchisevertrag mit SPAR International. Im Jahre 2000 wurde das bisherige Familienunternehmen in eine Holding umgewandelt. Diese umfasst heute die drei operativen Firmen SPAR Handels AG, TopCC AG und SPAR Management AG sowie zwei Immobilienunternehmen.
Aufmerksamkeit löste ein Streik vom 2. bis 13. Juni 2013 in der Spar-Filiale Baden-Dättwil aus. Elf Tage lang hatten die Streikenden den Spar-Tankstellenshop blockiert, zusammen mit der Gewerkschaft UNIA. In dieser Zeit hatte Spar versucht, mit anderen Mitarbeitern in den Laden zu gelangen und den Shop wieder zu betreiben. Die Streikenden verhinderten dies. Am 12. Juni 2013 wurde ihnen fristlos gekündigt.
2016 verkaufte die Familie 60 % (mit Option auf die weiteren 40 % des Kapitals) an den irischen Sparbetreiber BWG (mit Spar-Geschäften in Irland und in England), der wiederum im Jahr 2014 von der südafrikanischen Spar Group übernommen wurde. Spar Group betreibt 1935 Läden in Südafrika, Eswatini, Botswana, Lesotho, Mozambique, Zimbabwe und Namibia.
Am 13. Februar 2018 wurde die Kundenvorteilskarte Spar Friends lanciert. Um Food Waste zu reduzieren, werden übriggebliebene Lebensmittel über die App Too Good To Go vermarktet.
Nachdem die 2007 eröffneten Eurospar-Supermärkte in Lenzburg und Oerlikon scheiterten und nach kurzer Zeit umbenannt wurden, erfolgte am 3. Juni 2021 eine Neueröffnung in Schänis. Im gleichen Jahr wurden 60 Avia-Tankstellenshops übernommen, womit Spar nun insgesamt 80 Tankstellenshops betreibt.
Per 1. April 2025 hat Spar Schweiz die Neue Schnellmann Detailhandels AG übernommen, die 14 Spar-Supermärkte im Grossraum Zürich und im Kanton Aargau betreibt.
Im Mai 2025 wurde bekannt, dass Spar Schweiz zum Verkauf steht.